# Teilzeithippie
Teilzeithippie ist das vierte Studioalbum der deutschen Chanson- und Popsängerin Annett Louisan, das im Oktober 2008 erschien.

## Entstehung und Veröffentlichung
Die Erstveröffentlichung von Teilzeithippie erfolgte am 17. Oktober 2008 bei 105music. Das Album erschien in seiner Originalausführung als CD und Download mit 13 Titeln (Katalognummer: 105 88697 392002). Am gleichen Tag erschien eine limitierte Ausführung mit vier Bonustiteln, dem Musikvideo zu Drück die 1 sowie mit 16 Movie-Picture-Cards (Katalognummer: 105 88697 393602). Am 2. Oktober 2009 erschien eine Deluxeversion mit Bonus-DVD (Katalognummer: 105 88697582782).
Geschrieben und produziert wurden alle Lieder von Frank Ramond. Während er für die Produktion alleine verantwortlich zeichnete, bekam er beim Schreibprozess zumeist von Koautoren Unterstützung. Louisan selbst war beim Schreibprozess von fünf Liedern beteiligt.

## Titelliste
| Nr. | Titel                           | Autor(en)                                         | Produzent(en) | Länge |
| --- | ------------------------------- | ------------------------------------------------- | ------------- | ----- |
| 1.  | Das schlechte Gewissen          | Frank Ramond                                      | Frank Ramond  | 3:09  |
| 2.  | Sexy Loverboy                   | Frank Ramond, Annett Louisan                      | Frank Ramond  | 3:25  |
| 3.  | Gekommen um zu sagen            | Frank Ramond, Gunnar Graewert, Annett Louisan     | Frank Ramond  | 2:55  |
| 4.  | Die Siezgelegenheit             | Frank Ramond, Hardy Kayser                        | Frank Ramond  | 3:01  |
| 5.  | Ich brauch Stoff                | Frank Ramond, Alexander Zuckowski                 | Frank Ramond  | 3:14  |
| 6.  | Die nächste Liebe meines Lebens | Frank Ramond, Annett Louisan, Martin Gallop       | Frank Ramond  | 3:43  |
| 7.  | Wir nicht                       | Frank Ramond, Gunnar Graewert, Annett Louisan     | Frank Ramond  | 3:56  |
| 8.  | Drück die 1                     | Frank Ramond, Alexander Zuckowski                 | Frank Ramond  | 3:09  |
| 9.  | Teilzeithippie                  | Frank Ramond, Martin Gallop, Friedrich Paravicini | Frank Ramond  | 3:18  |
| 10. | Gedanken lesen                  | Frank Ramond, Hardy Kayser, Annett Louisan        | Frank Ramond  | 3:18  |
| 11. | Ich bin dagegen                 | Frank Ramond, Hardy Kayser                        | Frank Ramond  | 3:12  |
| 12. | Je später der Abend             | Frank Ramond                                      | Frank Ramond  | 2:49  |
| 13. | Auf dich hab ich gewartet       | Frank Ramond, Martin Gallop                       | Frank Ramond  | 6:57  |

## Rezensionen
Für Artur Schulz, Musikkritiker von laut.de, befand: „[…] Klug kalkuliert führt sie die Hörer von "Teilzeithippie" gleich zu Beginn vortrefflich aufs Vorurteils-Parkett und lockt erneut in jene (zunächst) zärtliche Falle, die sie in "Das Spiel" bereits vor rund vier Jahren selbst legte.“

## Kommerzieller Erfolg

### Chartplatzierungen
| ChartsChartplatzierungen | Höchstplatzierung | Wochen |
| ------------------------ | ----------------- | ------ |
| Deutschland (GfK)        | 2 (32 Wo.)        | 32     |
| Österreich (Ö3)          | 6 (14 Wo.)        | 14     |
| Schweiz (IFPI)           | 11 (6 Wo.)        | 6      |

| ChartsJahrescharts (2008) | Platzierung |
| ------------------------- | ----------- |
| Deutschland (GfK)         | 64          |

| ChartsJahrescharts (2009) | Platzierung |
| ------------------------- | ----------- |
| Deutschland (GfK)         | 96          |

### Auszeichnungen für Musikverkäufe
| Land/Region        | Auszeichnungen für Musikverkäufe (Land/Region, Auszeichnung, Verkäufe) | Verkäufe |
| ------------------ | ---------------------------------------------------------------------- | -------- |
| Deutschland (BVMI) | Platin                                                                 | 200.000  |
| Österreich (IFPI)  | Gold                                                                   | 10.000   |
| Insgesamt          | 1× Gold · 1× Platin ·                                                  | 210.000  |